# Уилкин (река)
Уилкин (англ. Wilkin River) — река на Южном острове Новой Зеландии, течёт по территории региона Отаго. Правый приток реки Макарора.
Образуется слиянием рек Южная Уилкин и Северная Уилкин. Генеральным направлением течения в верхней половине является северо-восток, в нижней — юго-восток. Верхняя половина течения находится на территории северо-восточной части национального парка Маунт-Аспайринг, граница которого проходит вдоль нижней половины течения реки практически до самого устья. Уилкин впадает в нижнее течение Макароры, примерно в 5 км севернее её устья в озере Уанака.